# Mitch Rouse
Edward Mitchell Rouse, detto Mitch (Knoxville, 6 agosto 1964), è un attore, regista e sceneggiatore statunitense.
È apparso in episodi di Reno 911!, Quell'uragano di papà, Exit 57, La vita secondo Jim e Strangers with Candy.
Ha diretto e scritto il film Employee of the Month con Matt Dillon. È cocreatore con Amy Sedaris, Paul Dinello e Stephen Colbert della serie televisiva Strangers with Candy.
Nel 2001 ha sposato l'attrice Andrea Bendewald a Malibù.

## Filmografia

### Cinema
- Rudy - Il successo di un sogno (1993)
- Sweethearts, regia di Aleks Horvat (1997)
- Un uomo in prestito (1996)
- Wheels of Fury (1998)
- Nobody Knows Anything! (2003)
- Friends with Money (2006)
- Lo spaccacuori (2007)
- Dubitando di Thomas - Bugie e spie (Spy School), regia di Mark Blutman (2008)
- Bruce e Lloyd - Fuori controllo (Get Smart's Bruce and Lloyd Out of Control) (2008)

### Televisione
- Missing Persons – serie TV, 1 episodio (1993)
- Exit 57 – serie TV, 12 episodi (1995-1996)
- Quell'uragano di papà – serie TV, 1 episodio (1996)
- Spin City – serie TV, 1 episodio (1997)
- La vita segreta degli uomini (The Secret Lives of Men) – serie TV (1998)
- Strangers with Candy – serie TV, 2 episodi (1999)
- The Norm Show – serie TV, 3 episodi (2000)
- The Hughleys – serie TV, 1 episodio (2001)
- The Mind of the Married Man – serie TV, 1 episodio (2001)
- Still Standing – serie TV, 1 episodio (2002)
- Lost at Home (2003)
- Factory – serie TV, 2 episodi (2008)
- Reno 911! – serie TV, 9 episodi (2004-2009)
- La vita secondo Jim (According to Jim) – serie TV, 22 episodi (2004-2009)

### Regia
- Employee of the Month (2004)
- Factory – serie TV, 3 episodi (2008)

### Sceneggiatura
- Strangers with Candy – serie TV, 28 episodi (1999-2000)
- Employee of the Month – serie TV (2004)
- Senza pagaia (2004)
- Strangers with Candy (2005)
- Factory – serie TV, 5 episodi (2008)

## Doppiatori italiani
Nelle versioni in italiano delle opere in cui ha recitato, Mitch Rouse è stato doppiato da:
- Vittorio Guerrieri ne La vita segreta degli uomini, Psych
- Fabrizio Pucci in La vita secondo Jim